# 美麗岡瑟魨
美麗岡瑟魨為輻鰭魚綱魨形目四齒魨亞目四齒魨科岡瑟魨屬的其中一種，中太平洋東部，從哥斯大黎加至厄瓜多海域，體長可達26公分，棲息在沿岸泥底質水域，屬肉食性，生活習性不明。